# كيلي لانج
كيلي لانج (بالإنجليزية: Kelly Lange)‏ هي صحفية أمريكية، ولدت في 14 ديسمبر 1937 في بوسطن في الولايات المتحدة.

## روابط خارجية
- كيلي لانج على موقع IMDb (الإنجليزية)
- كيلي لانج على موقع قاعدة بيانات الفيلم (الإنجليزية)